# Écauville
Écauville (1793 noch mit der Schreibweise Ecauville) ist eine französische Gemeinde mit 114 Einwohnern (Stand 1. Januar 2022) im Département Eure in der Region Normandie. Sie gehört zum Arrondissement Bernay und zum Gemeindeverband Pays du Neubourg.

## Geografie
Die Gemeinde Écauville liegt etwa 20 Kilometer nordwestlich von Évreux auf der Hochebene von Le Neubourg zwischen den Flusstälern von Eure, Risle und Seine. Das Gebiet zeichnet sich durch das Fehlen von oberirdischen Fließgewässern aus, was auf den kreidehaltigen Untergrund zurückzuführen ist. Im Süden der Gemeinde finden sich einige kleine abflusslose Seen (Mare Robert, Mare Vinquet, Le Routoir d’Écauville, Mare Tonne). Zum eigentlichen geschlossenen Gemeindegebiet von Écauville kommt noch eine kleine Exklave im Gemeindegebiet von Feuguerolles. Nachbargemeinden sind Saint-Aubin-d’Écrosville im Nordwesten und Norden, Feuguerolles im Osten und Quittebeuf im Süden.

## Bevölkerungsentwicklung
| Jahr      | 1962 | 1968 | 1975 | 1982 | 1990 | 1999 | 2006 | 2013 | 2021 |
| Einwohner | 53   | 53   | 53   | 57   | 74   | 73   | 106  | 114  | 111  |

Im Jahr 1821 wurde mit 218 Bewohnern die bisher höchste Einwohnerzahl ermittelt. Die Zahlen basieren auf den Daten von cassini.ehess und INSEE.

## Sehenswürdigkeiten
- Kirche Saint-Amand

## Wirtschaft und Infrastruktur
In der Gemeinde sind vier Landwirtschaftsbetriebe ansässig (hauptsächlich Getreideanbau).
Écauville liegt abseits der überregional wichtigen Verkehrswege. In der sieben Kilometer entfernten Stadt Le Neubourg treffen mehrere Fernstraßen aufeinander. Nahe der 20 Kilometer nordöstlich gelegenen Stadt Louviers besteht ein Anschluss an die Autoroute A 13 von Caen nach Paris. Der anderthalb Kilometer von Essegney entfernte Bahnhof Charmes liegt an der Bahnstrecke Blainville-Damelevières–Lure.

## Belege
1. ↑  Ortsname auf cassini.ehess.fr
2. ↑  Écauville auf cassini.ehess
3. ↑  Écauville auf INSEE
4. ↑  Landwirtschaftsbetriebe auf annuaire-mairie.fr (französisch)